# Mauri Rose
 Mauri Rose  va ser un pilot estatunidenc de curses automobilístiques nascut el 26 de maig del 1906 a Columbus, Ohio.
Rose va guanyar diverses curses en diferents categories, arribant a córrer a la Champ Car a les temporades 1933-1951 incloent-hi la cursa de les 500 milles d'Indianapolis de molts d'aquests anys.
Mauri Rose va morir l'1 de gener del 1981 a Royal Oak, Michigan.

## Resultats a la Indy 500
| Any    | Cotxe  | Sortida | Vel. mitja | Ranking | Final  | Voltes | V. líder | Retirat           |
| ------ | ------ | ------- | ---------- | ------- | ------ | ------ | -------- | ----------------- |
| 1933   | 3      | 42      | 117.649    | 6       | 35     | 48     | 0        | Problemes tècnics |
| 1934   | 9      | 4       | 116.044    | 7       | 2      | 200    | 68       | Va acabar         |
| 1935   | 2      | 10      | 116.470    | 9       | 20     | 103    | 0        | Motor             |
| 1936   | 36     | 30      | 113.890    | 21      | 4      | 200    | 0        | Va acabar         |
| 1937   | 1      | 8       | 118.540    | 19      | 18     | 127    | 0        | Pèrdua d'oli      |
| 1938   | 27     | 9       | 119.796    | 20      | 13     | 165    | 0        | Sobrealimentació  |
| 1939   | 16     | 8       | 124.896    | 13      | 8      | 200    | 0        | Va acabar         |
| 1940   | 7      | 3       | 125.624    | 3       | 3      | 200    | 5        | Va acabar         |
| 1941   | 3      | 1       | 128.691    | 1       | 26     | 60     | 6        | Motor             |
|        | 16     | 17      | 121.106    | 25      | 1      | 128    | 39       | Va GUANYAR        |
| 1946   | 8      | 9       | 124.065    | 10      | 23     | 40     | 8        | Accident          |
| 1947   | 27     | 3       | 120.040    | 20      | 1      | 200    | 34       | Va GUANYAR        |
| 1948   | 3      | 3       | 129.129    | 4       | 1      | 200    | 81       | Va GUANYAR        |
| 1949   | 3      | 10      | 127.759    | 19      | 13     | 192    | 0        | Magneto           |
| 1950   | 31     | 3       | 132.319    | 6       | 3      | 137    | 15       | Va acabar         |
| 1951   | 16     | 5       | 133.422    | 18      | 14     | 126    | 0        | Accident          |
| Totals | Totals | Totals  | Totals     | Totals  | Totals | 2326   | 256      |                   |

| Curses       | 15  |
| Poles        | 1   |
| Voltes líder | 256 |
| Victòries    | 3   |
| Top 5        | 6   |
| Top 10       | 7   |
| Retirades    | 8   |

## A la F1
El Gran Premi d'Indianapolis 500 va formar part del calendari del campionat del món de la Fórmula 1 entre les temporades 1950 a la 1960.
Els pilots que competien a la Indy durant aquests anys també eren comptabilitats pel campionat de la F1.
Mauri Rose va participar en 2 curses de F1, debutant al Gran Premi d'Indianapolis 500 del 1950.

### Palmarès a la F1
- Participacions: 2
- Poles: 0
- Voltes Ràpides: 0
- Victòries: 0
- Pòdiums: 1
- Punts vàlids per la F1: 4